# Felix zu Schwarzenberg
Felix zu Schwarzenberg (n. 2 octombrie 1800, Böhmisch-Krumau, azi Český Krumlov, Boemia - d. 5 aprilie 1852, Viena) a fost un om de stat austriac, între noiembrie 1848 și aprilie 1852 prim ministru al Imperiului Austriac.
Felix zu Schwarzenberg a făcut parte din linia principală a Casei de Schwarzenberg, fiind nepot de unchi al feldmareșalului Karl Philipp zu Schwarzenberg. S-a remarcat ca ofițer în ultima fază a războaielor napoleoniene, după care a intrat în serviciul diplomatic și a devenit un protejat al cancelarului Klemens Wenzel von Metternich.